# Slowakischer Meister (Eishockey)
Der slowakische Eishockeymeister der Herren wurde von 1938 bis 1944 und dann wieder ab Spielzeit 1993/94 ausgespielt. Im Frauenbereich werden die slowakischen Eishockeymeisterinnen seit 1991 ausgespielt.

## Herren

### Titelträger
- 1939 VS Bratislava
- 1940 VS Bratislava
- 1941 SK Bratislava
- 1942 SKP Bratislava
- 1943 OAP Bratislava
- 1944 OAP Bratislava
- 1945–1993 siehe Tschechoslowakischer Meister (Eishockey)
- 1994 HC Dukla Trenčín
- 1995 HC Košice
- 1996 HC Košice
- 1997 HC Dukla Trenčín
- 1998 HC Slovan Bratislava
- 1999 HC Košice
- 2000 HC Slovan Bratislava
- 2001 HKm Zvolen
- 2002 HC Slovan Bratislava
- 2003 HC Slovan Bratislava
- 2004 HC Dukla Trenčín
- 2005 HC Slovan Bratislava
- 2006 MsHK Žilina
- 2007 HC Slovan Bratislava
- 2008 HC Slovan Bratislava
- 2009 HC Košice
- 2010 HC Košice
- 2011 HC Košice
- 2012 HC Slovan Bratislava
- 2013 HKm Zvolen
- 2014 HC Košice
- 2015 HC Košice
- 2016 HK Nitra
- 2017 HC 05 Banská Bystrica
- 2018 HC 05 Banská Bystrica
- 2019 HC 05 Banská Bystrica
- 2020 Saison abgebrochen
- 2021 HKm Zvolen
- 2022 HC Slovan Bratislava
- 2023 HC Košice
- 2024 HK Nitra
- 2025 HC Košice

## Frauen
- 1991/92 HKP Žilina[1]
- 1992/93 HK Spartak Dubnica[2]
- 1993/94 HK Spartak Dubnica
- 1994/95 HKP Žilina
- 1995/96 HK Spartak Dubnica
- 1996/97 TJ Renomal Poprad
- 1997/98 HK Medokýš Turčianske Teplice
- 1998/99 MHKŽ Martin
- 1999/00 MHKŽ Martin
- 2000/01 MHKŽ Martin
- 2001/02 HC VTJ Topoľčany
- 2002/03 HC VTJ Topoľčany
- 2003/04 MHK Martin
- 2004/05 MHK Martin
- 2005/06 MHK Martin
- 2006/07 MHK Martin
- 2007/08 MHK Martin
- 2008/09 MHK Martin
- 2009/10 HC OSY Spišská Nová Ves
- 2010/11 HC OSY Spišská Nová Ves
- 2011/12 HK ŠKP Poprad
- 2012/13 HC OSY Spišská Nová Ves
- 2013/14 HK ŠKP Poprad
- 2014/15 HC Petržalka 2010
- 2015/16 Popradské líšky
- 2016/17 Popradské líšky
- 2017/18 HC ŠKP Bratislava
- 2018/19 Popradské líšky
- 2019/20 Saison abgebrochen
- 2020/21 Saison abgebrochen
- 2021/22 Popradské líšky
- 2022/23 MHK Martin